# Кохат (тунель)
Тунель Кохат — автомобільний тунель завдовжки 1,9 км у провінції Хайбер-Пахтунхва, Пакистан. Побудований за японською допомогою, тому також відомий як Тунель пакистансько-японської дружби.
Будівництво тунелю почалося в 1999 році, рух відкрито в червні 2003 року. Є складовою автостради Інд і є коротшим, альтернативним шляхом ніж через перевал Кохат, розташований між містами Пешавар і Кохат. Новий маршрут зменшує час, необхідний для проходження через перевал Кохат приблизно на 20 хвилин. Основною перевагою є те, що тунель є прохідним для трейлерів, яким було неможливо здолати гірські серпантини. Тунель також допомагає уникнути короків, поліпшити безпеку дорожнього руху та сприяє економічному розвитку.
Тунель був епіцентром військового протистояння між армією Пакистану і бойовиків Талібану на початку 2008 року. Бойовики взяли тунель під контроль 24 січня, після захоплення вантажівок постачання і боєприпасів для сил безпеки в Південному Вазирістані. 27 січня пакистанська армія звільнила тунель від бойовиків за участю артилерії, бойових вертольотів і важких кулеметів в ході чого 24 бойовики, було знищено
Параметри
- Загальна вартість проекту: 6626,75 мільйони пакистанських рупій
- Загальна протяжність дороги: 29,8 км
- Довжина північної секції: 7,7 км
- Довжина південної секції: 22,20 км
- Довжина тунелю: 1,89 кілометра
- Ширина тунелю: 10,3 метра
- Ширина проїжджої частини: 3,0 метра
- Час завершення будівництва: 48 місяців